# Aleksandr Yarkovoy
Aleksandr Aleksandrovich Yarkovoy (tiếng Nga: Александр Александрович Ярковой; sinh ngày 10 tháng 2 năm 1993) is a football hậu vệ. Anh thi đấu cho F.K. Lokomotiv-Kazanka Moskva.

## Sự nghiệp câu lạc bộ
Anh có màn ra mắt tại Russian Second Division cho F.K. Lokomotiv-2 Moskva vào ngày 23 tháng 6 năm 2011 trong trận đấu với FC Dnepr Smolensk.